# Afsó
Afsó (en árabe: أفسو‎, en lenguas bereberes: ⴰⴼⵙⵓ en francés: Afsou) es un municipio marroquí en la región Oriental. Desde 1912 hasta 1956 perteneció a la zona norte del Protectorado español de Marruecos.